# Diskit gompa
Le monastère de Diskit, aussi connu comme Deskit Gompa ou Diskit Gompa est le plus ancien et le plus grand monastère bouddhiste dans la vallée de Nubra au Ladakh. Il se trouve à Diskit, dans le tehsil de Nubra (vallée de la Noubra), district de Leh, à 118 km au Nord de Leh, la capitale du Ladakh, (tibétain : གླེ, Wylie : gle, THL : lé; hindi : लेह, translit. iso : lēha), du district du même nom dans l'État du Jammu-et-Cachemire en Inde.

## Description
Il a été fondé par Changzem Tserab Zangpo, un disciple de Tsongkhapa, fondateur de l'école gelugpa du bouddhisme tibétain, au XIVe siècle. L'ordre des moines est celui cette école. Il se trouve près du temple de Lachung et du monastère de Hundur.
Le monastère abrite une statue de Cho Rinpoché (Bouddha couronné) dans la salle de prière, un grand tambour et plusieurs images de divinités gardiennes courroucées. Une coupole surélevée dans le monastère  représente une fresque du monastère Tashilhunpo du Tibet. Le monastère de Diskit possède une statue de Maitréya, des tambours, des peintures et de la soie de couleur tibétaine. 
L'administration du monastère gère une école, avec le soutien d'une organisation non gouvernementale (ONG) connue sous le nom de « Lungta », une association de soutien au Tibet en République tchèque, qui possède des installations informatiques et enseigne des matières scientifiques, en anglais, aux enfants tibétains de la région. Il abrite environ une centaine de moines.

## Histoire
C'est au 14esiècle, que le souverain de la vallée de la Nubra  Nyig-ma-grags-pa, aida le moine  Gelugpa  Changzem Tserab Zangpo afin que soit construit le monastère de Diskit. L'idole de Tsongkhapa étant déifiée, les rois de Rgyal  firent appel à des moines pour réciter des hymnes de  Mani-tung chur  dans la vallée de Nubra et dans les régions environnantes. Au milieu du 18esiècle, Tshe-dbang-rnam-rgyal céda le contrôle du monastère de Diskit au Rinpoché du monastère de Thikse et cet arrangement est à ce jour toujours respecté.  Diskit Gompa est donc considéré comme une annexe de Thikse.

## Le festival annuel
Le monastère organise chaque année en février pendant la saison hivernale le festival populaire connu sous le nom de «Dosmoche» ou le «Festival du bouc émissaire».

## Galerie

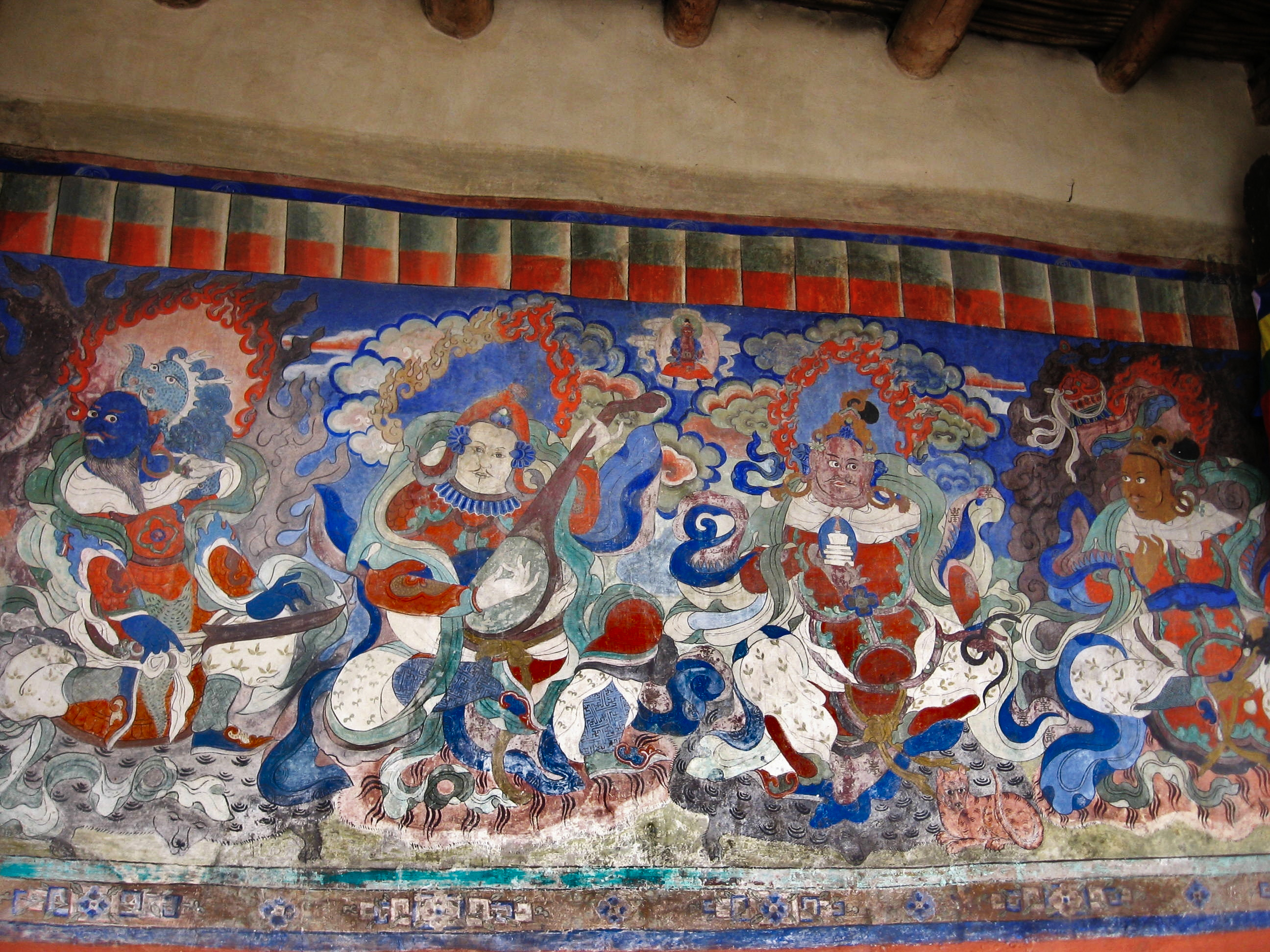
Virudhaka-Dhritarastra-Virupaksha-Vaisarvana
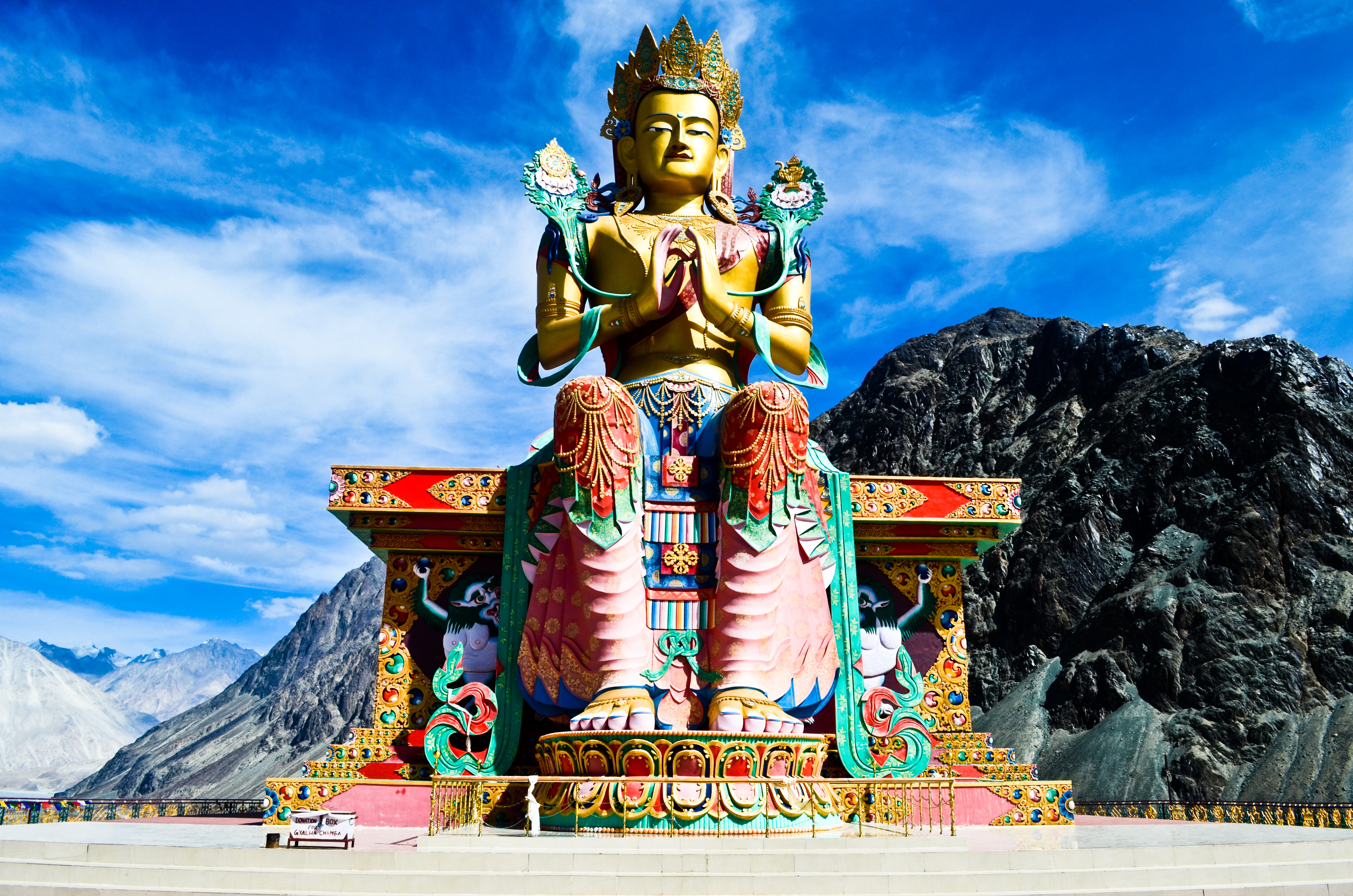
Lord Buddha in 'Abhivadan Mudra' .